# Fèlix, Règula i Exuperanci de Zúric
Fèlix i Règula o Regla (província romana d'Egipte, segle iii - Zúric, 287) eren dos germans que, juntament amb el servent Exuperanci, van ser martiritzats per la seva fe cristiana. Són venerats a tota la cristiandat i són els sants patrons de la ciutat de Zuric. Probablement, són sants llegendaris, sense existència comprovada.

## Hagiografia

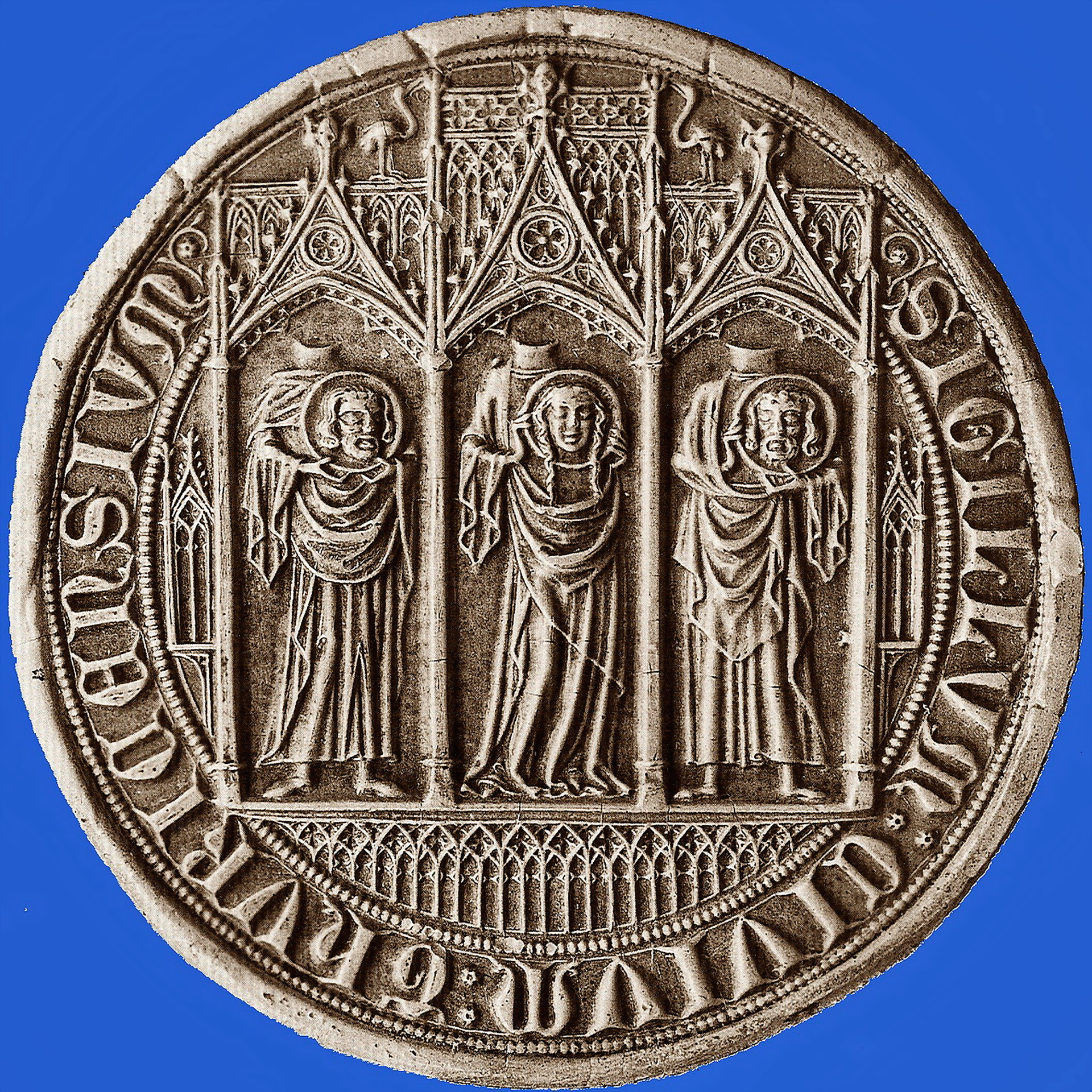
Segell de la ciutat de Zuric, 1347

La majoria de les dades que se'n conserven semblen llegendàries i tardanes. La font més antiga és del segle viii. La tradició diu que Fèlix i Règula eren germans i membres de la Legió Tebana, comandada per sant Maurici. Eren, probablement, originaris d'Egipte i, amb la legió, destinats a Helvècia, al territori d'Agaunum, l'actual Saint-Maurice (Valais).
Quan la legió va ser delmada i massacrada perquè tots els soldats s'havien convertit al cristianisme i no van voler adorar els déus romans, els dos germans i el seu servent Exuperanci en van poder escapar i es refugiaren a Glaris (l'actual Glarus (Suïssa)) i a Zúric. Es van dedicar a evangelitzar la regió i a convertir els seus habitants al cristianisme. Descoberts, van ser jutjats i condemnats, i van morir decapitats l'any 286, vora el riu Limmat. Els tres màrtirs, però, van prendre els seus caps amb les mans i van caminar amb ells fins a un turó proper, on volien ser enterrats i on van morir.

## Veneració
Al lloc de la seva tomba s'edificà cap a l'any 1100 el Grossmünster (Monestir Gran) i a la vora del Limmat, al lloc del martiri, la Wasserkirche (Església de l'Aigua); a l'altra banda del riu, l'abadia de Fraumünster guardava part de les relíquies dels sants. Entre els dos monestirs es feien processons que atreien grans quantitats de pelegrins.
L'any 1524, Huldrych Zwingli va dissoldre els ordes monàstics i en confiscà les propietats. Les tombes dels sants van ésser obertes: Heinrich Bullinger diu que només hi havia uns quants ossos que van portar al cementiri. Els catòlics van dir que hi havia les relíquies i que els heretges volien llençar-les al riu; llavors, un home d'Uri va robar-les i les va portar a Andermatt, on encara hi ha dos cranis que es diu que són de Fèlix i Règula. La resta de les suposades relíquies van tornar a Zuric l'any 1950, a la nova església catòlica dels sants. Datats amb el carboni 14, els cranis són de l'Edat mitjana, tot i que un podria ser més antic.
Evangelitzadors de Zuric, en són els sants patrons i apareixen a l'escut d'armes de la ciutat.

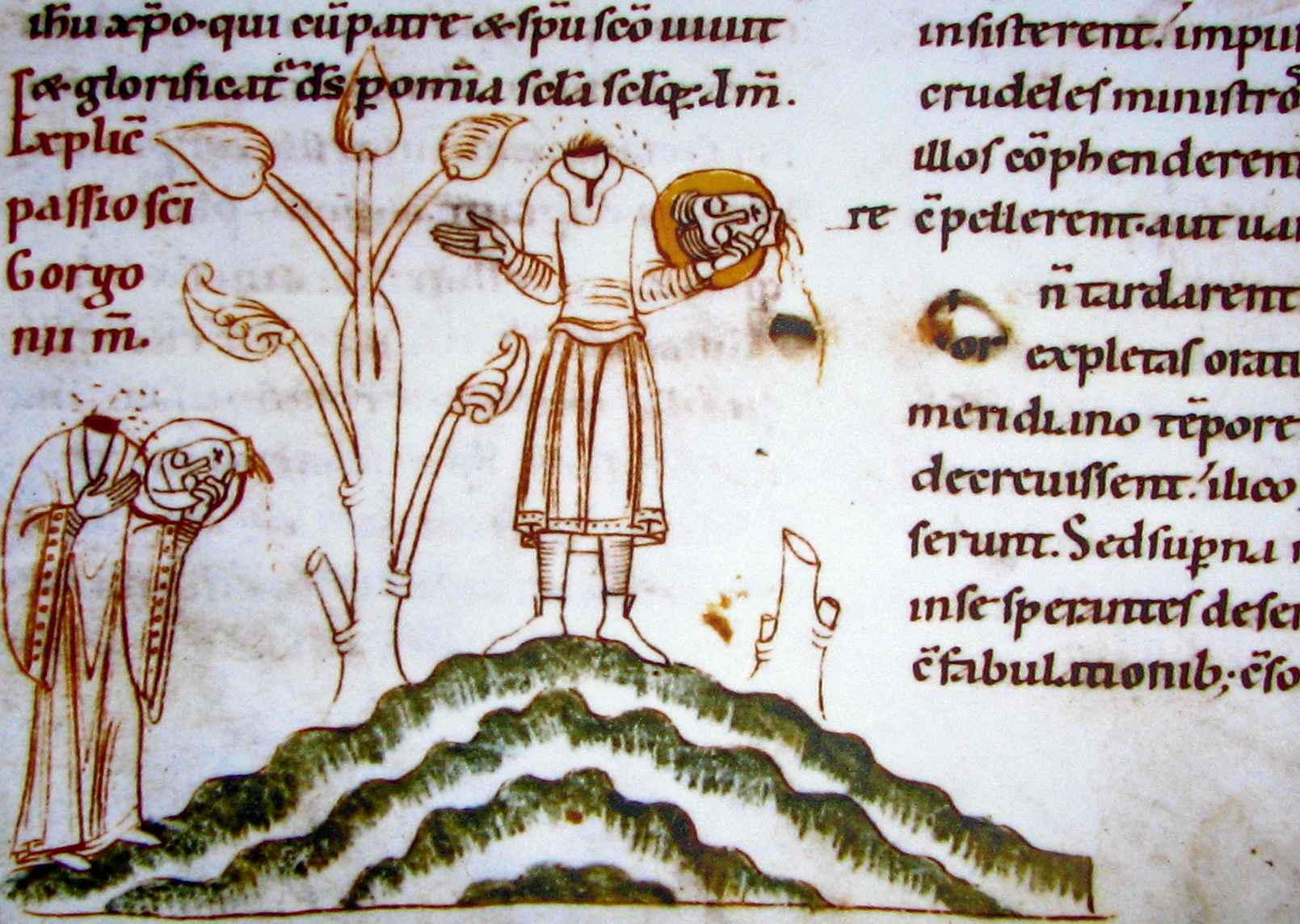
Fèlix i Règula, miniatura del Passioner de Stuttgart, ca. 1130 (Württembergische Landesbibliothek, Stuttgart)
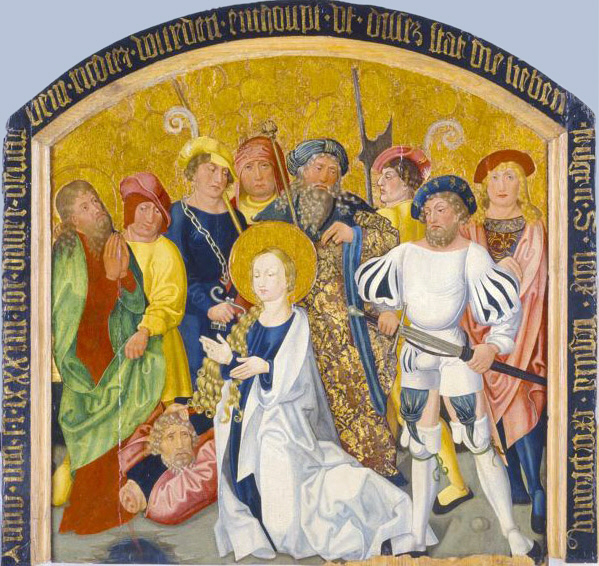
Martiri dels sants, anònim, ca. 1510 (Zuric, Schweizerisches Landesmuseum)
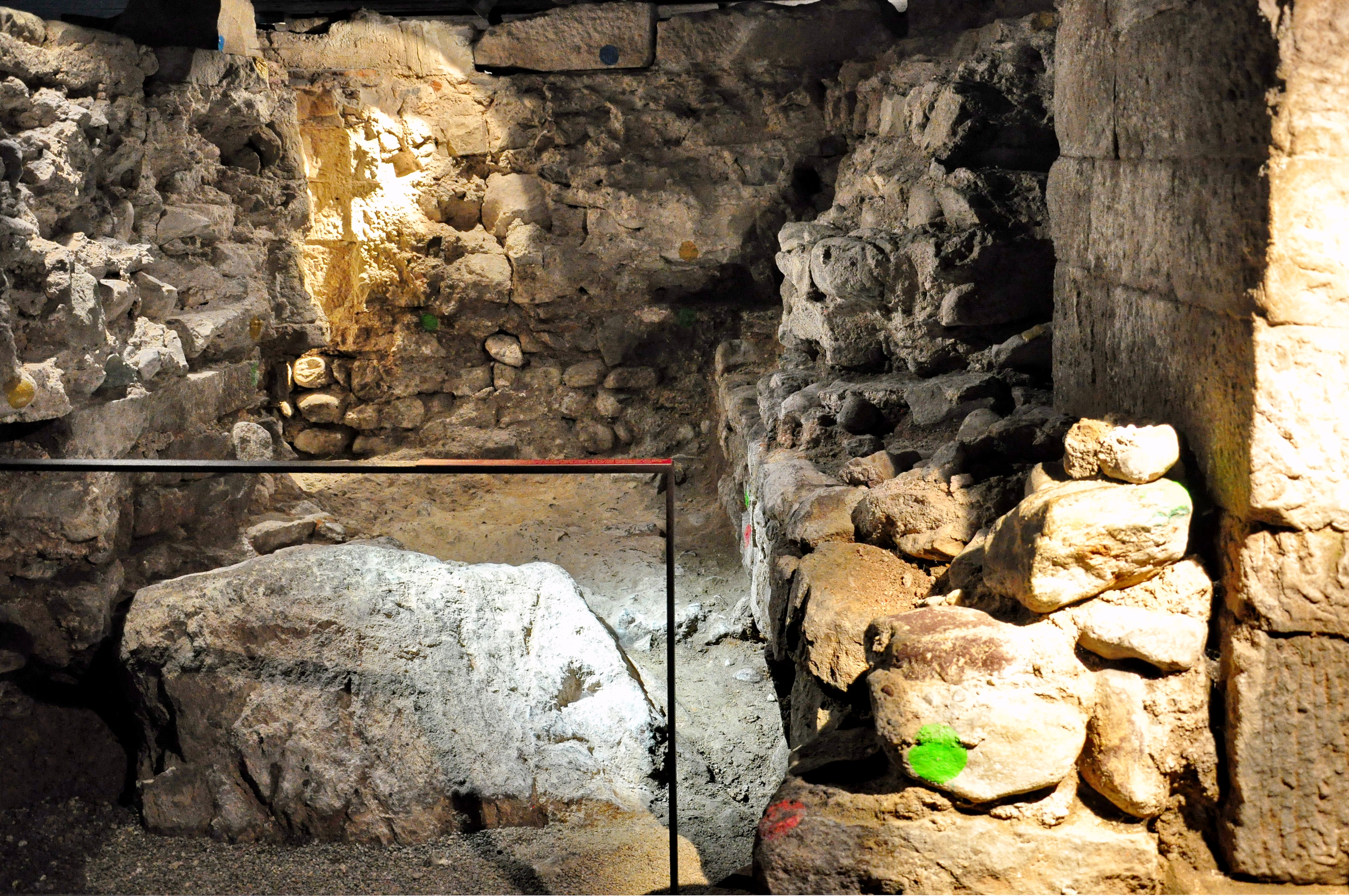
Cripta de la Wasserkirche, amb la pedra del martiri dels sants
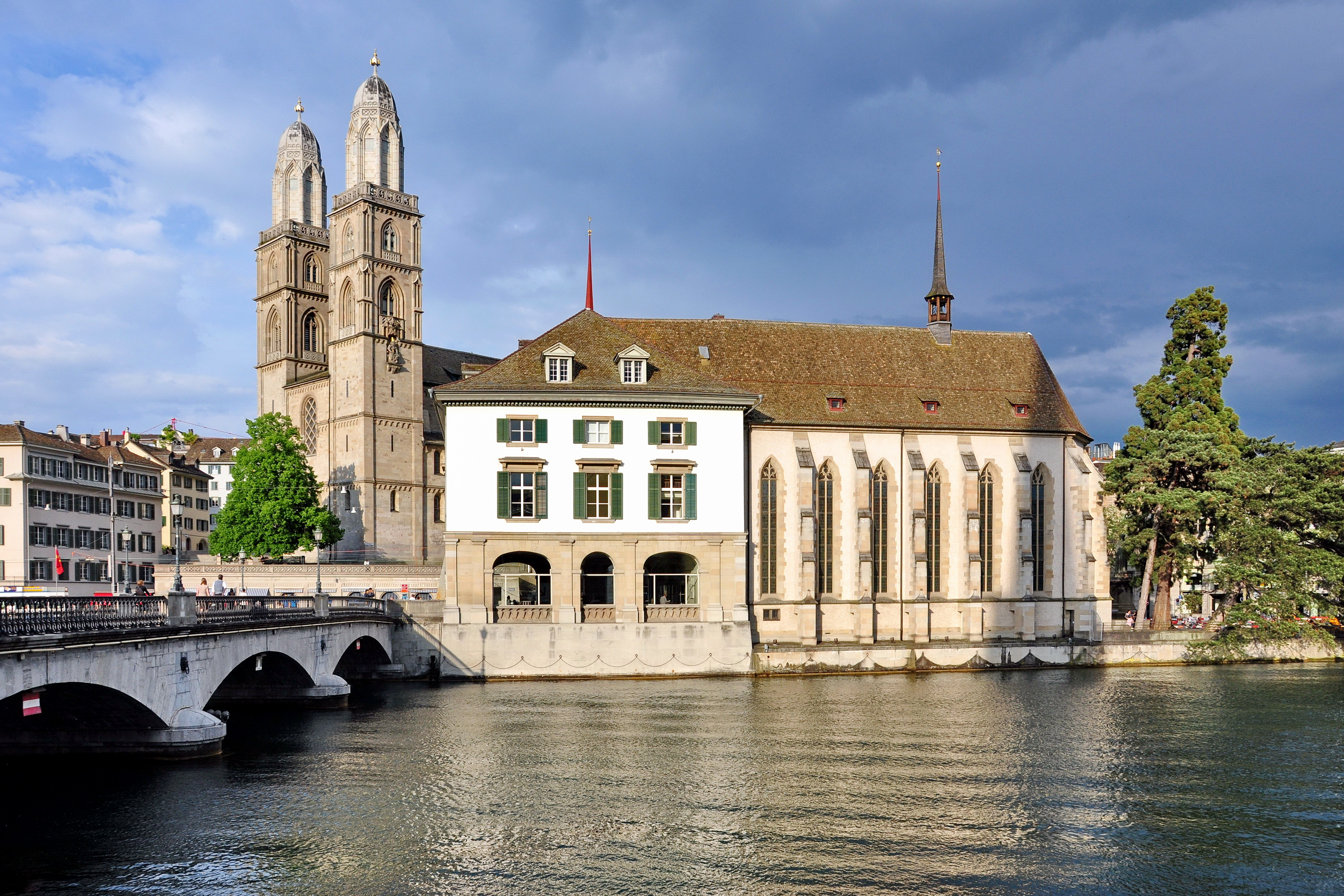
Wasserkirche, en primer pla, i Grossmünster, darrere, de Zuric
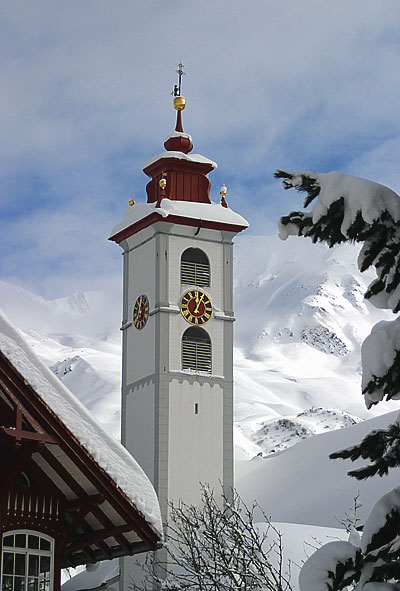
Parròquia de St. Peter und Paul a Andermmatt, amb els cranis dels màrtirs